# Nyskoga landskommun
Nyskoga landskommun var en tidigare kommun i Värmlands län.

## Administrativ historik
Kommunen inrättades 1873 genom en utbrytning ur i Norra Ny landskommun i  i Värmlands län. 
Vid kommunreformen 1952 uppgick den i Vitsands landskommun som 1967 uppgick i Torsby landskommun som 1971 ombildades till Torsby kommun.

## Politik

### Mandatfördelning i Nyskoga landskommun 1942-1946
| 8 | 4 | 3 |

| 15 |

| 8 | 4 | 3 |

| 15 |